# Nikaidō (Klan)

Wappen der Nikaidō

Die Nikaidō (japanisch 二階堂氏 Nikaidō-shi) waren eine alte Familie des japanischen Schwertadels (Buke), die sich von Kudō Yukitō (工藤 行遠) aus der südlichen Linie der Fujiwara ableitete.

## Genealogie
- Yukimasa (行政; bl. 1180–1205), Sohn von Yukitō und der Schwester des Oberpriesters des Atsuta-Schreins Fujiwara no Suenori, war der erste der den Namen Nikaidō annahm, der sich von seinem Wohnsitz (wörtlich: „zweigeschossige Halle“) bei Kamakura ableitete. 1180 war er Unterkanzlist (少允 shōjō) in der Kanzlei für Rechnungsführung (Kazue no tsukasa), 1184 erst Magistrat (奉行 bugyō) dann Assessor (寄人 yoryūdo) in der Regierungskanzlei (公文所 Kumon-jo). Er begleitete seinen Cousin mütterlicherseits Minamoto no Yoritomo bei dessen Einzug in die Hauptstadt die zur Ernennung zum ersten Shogun führte und diente als dessen Sekretär. 1191 wurde er stellvertretender Leiter (令 rei) der neueingerichteten Regierungsbehörde (政所 Mandokoro) als Nachfolger des Kumon-jo, 1192 war er Untersekretär (少丞 shōjō) im Ministerium des Inneren (Mimbu-shō), 1193 Erster Vizeminister (taifu) und schließlich zum Leiter (別当 bettō) der Regierungsbehörde. Ein Jahr vor seinem Tod wurde er 1204 den Gouverneur der Provinz Yamashiro (Yamashiro no kami).[1]
- Yukimitsu (行光; 1164–1219), Sohn Yukimasas, begann 1194 als Assessor in der Regierungsbehörde und wurde 1213 Direktor (執事 shitsuji). Er hielt zudem den Titel eines Gouverneurs von Shinano.[2]
- Yukimori (行盛; 1189–1253), Sohn des Yukimitsu, wurde 1218 Untersekretär im Ministerium des Inneren, 1224 Direktor in der Regierungsbehörde. Als im Folgejahr Hōjō Masako, Frau des ersten Shoguns, starb, wurde er unter dem Ordensnamen Gyōzen (行然) buddhistischer Mönch, pflegte aber seinem Beruf weiter nachzugehen. Er war einer der Autoren des 1232 erlassenen Rechtskodex’ Goseibai Shikimoku. 1252 wurde er Vorsitzender der 4. Abteilung des Hikitsuke-shū (引付四番頭人 hikitsuke yoban tōnin), dem die Überwachung des Rechtswesens oblag.[3]
- Yukifuji (行藤; 1246–1302) trat 1282 in das Hikitsuke-shū ein und wurde zeitgleich Chef der Polizei (Kebiishi) des Shogunats. 1288 erhielt er den Titel eines Gouverneurs von Dewa (出羽守). Yukifuji wurde 1293 Direktor der Regierungsbehörde, 1295 Mitglied des Kabinetts (評定衆 Hyōjō-shū) und des beratenden Yoriai-shū (寄合衆), 1298 Magistrat (bugyō) in der Appellationskammer (越訴方 Ossokata) und schließlich 1299 Vorsitzender der 5. Abteilung des Hikitsuke-shū (引付五番頭人 hikitsuke goban tōnin). Ein Jahr vor seinem Tod trat er unter dem Namen Dōgyō (道暁) in den Mönchsstand ein.[4]
- Sadafuji (貞藤; 1267–1335), Sohn Yukufujis, war zunächst ab 1295 Magistrat in der Regierungskanzlei, 1330 ein Vorsitzender im Hikitsuke-shū und 1332 Direktor in der Regierungsbehörde. 1329 verhandelte er mit Kronprinz Kazuhito bezüglich des Aufstiegs zum Thron. Als 1331 Kaiser Go-Daigo nach der Einsetzung Kazuhitos als (Gegen-)Kaisers Kōgon gegen das Shogunat aufbegehrte diente Sadafuji in diesem als Genkō-Krieg bezeichneten Bürgerkrieg als Kommandant in der Armee des Shoguns. Nach dem Sieg des Kaisers 1333 und der Absetzung des Shoguns (Kemmu-Restauration) wurden Sadafuji und sein Sohn Kanefuji (兼藤) später unter Anklage gestellt und enthauptet. Sadafuji war ebenfalls ein Mönch unter dem Namen Dōun (道蘊).[5]